# Ferula prangifolia
Ferula prangifolia är en flockblommig växtart som beskrevs av Jevgenij Korovin. Ferula prangifolia ingår i släktet stinkflokesläktet, och familjen flockblommiga växter. Inga underarter finns listade i Catalogue of Life.